# Esther Qin
Pour les articles homonymes, voir Qin.
Esther Qin, née le 18 novembre 1991 à Liuzhou, est une plongeuse australienne.

## Carrière
Elle est médaillée d'argent du tremplin à 3 mètres synchronisé avec Samantha Mills à l'Universiade d'été de 2013. Aux Jeux du Commonwealth de 2014, elle est médaille d'or du tremplin à 3 mètres et médaillée de bronze du tremplin à 1 mètre. 
Elle remporte lors des Mondiaux de 2015 la médaille de bronze au tremplin synchronisé de 3 mètres avec Samantha Mills. Elle termine sixième de la finale de tremplin à 3 mètres des Jeux olympiques d'été de 2016.